# Piski (gmina)
Piski – dawna gmina wiejska istniejąca do 1954 roku (z półroczną przerwą w 1936 roku) woj. białostockim/woj. warszawskim (dzisiejsze woj. mazowieckie). Siedzibą władz gminy były Piski.
Na początku okresu międzywojennego gmina Piski należała do powiatu ostrołęckiego w woj. białostockim. Gminę zniesiono z dniem 1 kwietnia 1936 roku, a jej obszar włączono do gmin Czerwin i Troszyn. Po półrocznej przerwie, gmina Piski została reaktywowana z dniem 1 października 1936 roku z części obszaru gminy Czerwin w tymże powiecie i województwie. 1 kwietnia 1939 roku gminę Piski wraz z całym powiatem ostrołęckim przyłączono do woj. warszawskiego.
Po wojnie gmina zachowała przynależność administracyjną. Według stanu z dnia 1 lipca 1952 roku gmina składała się z 22 gromad. Jednostka została zniesiona 29 września 1954 roku wraz z reformą wprowadzającą gromady w miejsce gmin. Po reaktywowaniu gmin z dniem 1 stycznia 1973 roku gminy Piski nie przywrócono, a jej dawny obszar znalazł się w zasięgu gminy Czerwin.

## Demografia
Według Powszechnego Spisu Ludności z 1921 roku gminę zamieszkiwało 3.310 osób, 3.184 było wyznania rzymskokatolickiego, 17 prawosławnego, 1 ewangelickiego a 108 mojżeszowego. Jednocześnie 3.259 mieszkańców zadeklarowało polską przynależność narodową, 34 żydowską, 17 rosyjską. Były tu 482 budynki mieszkalne.